# Centerville (Texas)
Centerville és una ciutat al Comtat de Leon a l'estat de Texas. Segons el cens del 2000 tenia 903 habitants.

## Demografia
Segons el cens del 2000, Centerville tenia 903 habitants, 388 habitatges, i 230 famílies. La densitat de població era de 240,4 habitants per km².
Dels 388 habitatges en un 25,3% hi vivien nens de menys de 18 anys, en un 46,4% hi vivien parelles casades, en un 10,3% dones solteres, i en un 40,5% no eren unitats familiars. En el 38,1% dels habitatges hi vivien persones soles el 22,9% de les quals corresponia a persones de 65 anys o més que vivien soles. El nombre mitjà de persones vivint en cada habitatge era de 2,17 i el nombre mitjà de persones que vivien en cada família era de 2,89.
Per edats la població es repartia de la següent manera: un 22,1% tenia menys de 18 anys, un 6,3% entre 18 i 24, un 22,6% entre 25 i 44, un 25% de 45 a 60 i un 23,9% 65 anys o més.
L'edat mediana era de 44 anys. Per cada 100 dones de 18 o més anys hi havia 77,5 homes.
La renda mediana per habitatge era de 25.677 $ i la renda mediana per família de 35.278 $. Els homes tenien una renda mediana de 38.125 $ mentre que les dones 19.167 $. La renda per capita de la població era de 15.469 $. Aproximadament el 14,9% de les famílies i el 19,1% de la població estaven per davall del llindar de pobresa.

## Poblacions properes
El següent diagrama mostra les poblacions més properes.